# Anderson Bruford Wakeman Howe
Anderson Bruford Wakeman Howe (talvolta indicato con la sigla ABWH) fu un gruppo di rock progressivo inglese nato alla fine degli anni ottanta dal tentativo di Jon Anderson di rifondare il gruppo degli Yes con la formazione del periodo classico (1971-1974).

## Storia
La scelta di un nuovo nome si rese necessaria perché in quel periodo gli Yes, dopo essersi sciolti all'inizio degli anni ottanta, erano stati riformati da Chris Squire e Alan White, ai quali si erano uniti Trevor Rabin e Tony Kaye.
Questa formazione (nota ai fan col nomignolo di Yeswest, da west = ovest, perché aveva base in California) aveva ottenuto un grande successo con l'album 90125, che però aveva costituito un drastico cambiamento dello stile del gruppo in direzione pop e commerciale. Deciso a tornare al progressive sinfonico dei tempi andati, Anderson (allora cantante degli Yes su tutti gli album eccetto Drama) chiamò con sé Steve Howe (che era stato chitarrista degli Yes dal 1970 al 1980), Bill Bruford (batterista degli Yes dal 1968 al 1973) e Rick Wakeman (tastierista degli Yes dal 1971 al 1974 e nuovamente dal 1975 fino al 1978). Al basso, in sostituzione di Chris Squire impegnato negli Yeswest, fu chiamato Tony Levin, che Bruford aveva conosciuto nei King Crimson (Levin e Bruford erano entrambi nella formazione dei King Crimson dei primi anni ottanta).
Gli ABWH incisero un album omonimo nel 1989, che ebbe un discreto successo e fu accolto con entusiasmo dai fan degli Yes di lunga data. Il videoclip Brother of Mine, pur eccedendo di molto la durata tipica dei video musicali (circa 10 minuti), fu trasmesso con una certa frequenza su MTV.
Il tour che seguì, intitolato An Evening of Yes Music Plus, comprendeva numerosi brani classici degli Yes, seppure reinterpretati in modo in parte aggiornato, soprattutto a causa del nuovo stile di Bill Bruford, passato nel frattempo all'uso innovativo della batteria elettronica. Dal tour fu ricavato un doppio CD live, An Evening of Yes Music Plus, pubblicato nel 1993.
L'uso del nome Yes in An Evening of Yes Music Plus non mancò di suscitare qualche controversia legale con gli Yeswest. Il nome Yes, per inciso, viene talvolta citato come proprietà di Chris Squire, mentre secondo altre fonti all'epoca era proprietà condivisa di Howe, White e Squire. Nella scelta del nome per ABWH, Anderson aveva anche considerato The Affirmative, ma l'idea parve troppo pretestuosa agli altri membri del gruppo (in seguito l'etichetta discografica Connoisseur pubblicò una raccolta di brani solisti di membri degli Yes scegliendo proprio il titolo Affirmative: The Yes Solo Family Album). Un'altra proposta, non meno curiosa, fu il nome No.
Alla fine, ABWH e Yeswest trovarono una soluzione ai loro conflitti e realizzarono insieme, col nome Yes, un album intitolato significativamente Union, composto in parte da brani ABWH e in parte da brani di Rabin, Squire, White e Kaye. Il secondo album degli ABWH, il quale avrebbe dovuto chiamarsi Dialogue in onore al riavvicinamento tra i due gruppi, era già in stato di preproduzione sotto forma di demo col nome We Make Believe.

## Formazione
- Jon Anderson - voce
- Steve Howe - chitarra
- Bill Bruford - batteria
- Rick Wakeman - tastiera

Con l'apporto di:
- Tony Levin - basso
- Jeff Berlin - basso (1989, in sostituzione di Levin)
- Milton McDonald - chitarra
- Julian Colbeck - tastiera

## Discografia
- 1989 - Anderson Bruford Wakeman Howe
- 1990 - Union con il nome di Yes (11 brani su 15)
- 1992 - An Evening of Yes Music Plus